# La Belle Lucanide
La Belle Lucanide (Прекрасная Люканида) est un film russe d'animation réalisé par Ladislas Starewitch, sorti en 1912.

## Fiche technique
- Titre : La Belle Lucanide
- Titre original : Прекрасная Люканида
- Réalisation : Ladislas Starewitch
- Production : Khanzhonkov Studio
- Durée : 10 minutes
- Langue : russe
- Sortie : 1912

## Commentaires
Le résumé du film, publié dans le « Bulletin du Cinéma » d'A. Khanzhonkov en 1912, était disproportionné par rapport aux autres. C'est cette observation qui suggère que le film était une « déclamation cinématographique », et que le texte du résumé servait de base aux récitants qui le prononçaient lors de la projection. Une reconstitution de la « déclamation cinématographique » par le Gosfilmofond a été réalisée par l'historien du cinéma Nikolai Izvolov avec l'aide de l'acteur Alexander Negreba.